# راي كينغ (لاعب كرة قاعدة)
راي كينغ (بالإنجليزية: Ray King)‏ هو لاعب كرة قاعدة أمريكي، ولد في 15 يناير 1974 في شيكاغو في الولايات المتحدة.

## وصلات خارجية
- راي كينغ على موقع دوري كرة القاعدة الرئيسي (الإنجليزية)
- راي كينغ على موقعبيزبول رفرنس.كوم (الدوري الرئيسي) (الإنجليزية)
- راي كينغ على موقعبيزبول رفرنس.كوم (الدوري الثانوي) (الإنجليزية)
- راي كينغ على موقع إي إس بي إن.كوم (أم.أل.بي) (الإنجليزية)